# Doron Rabinovici

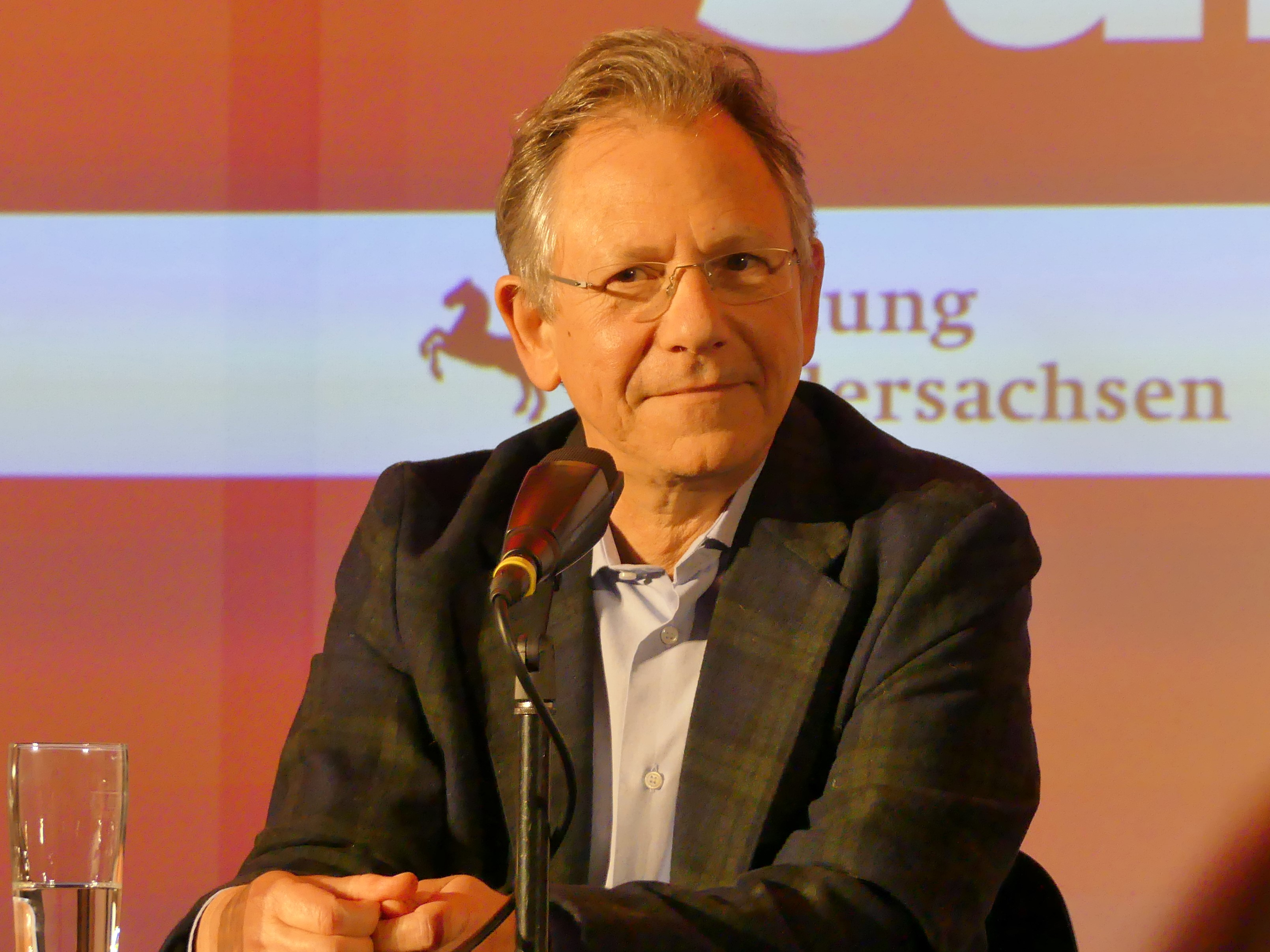
Doron Rabinovici 2025

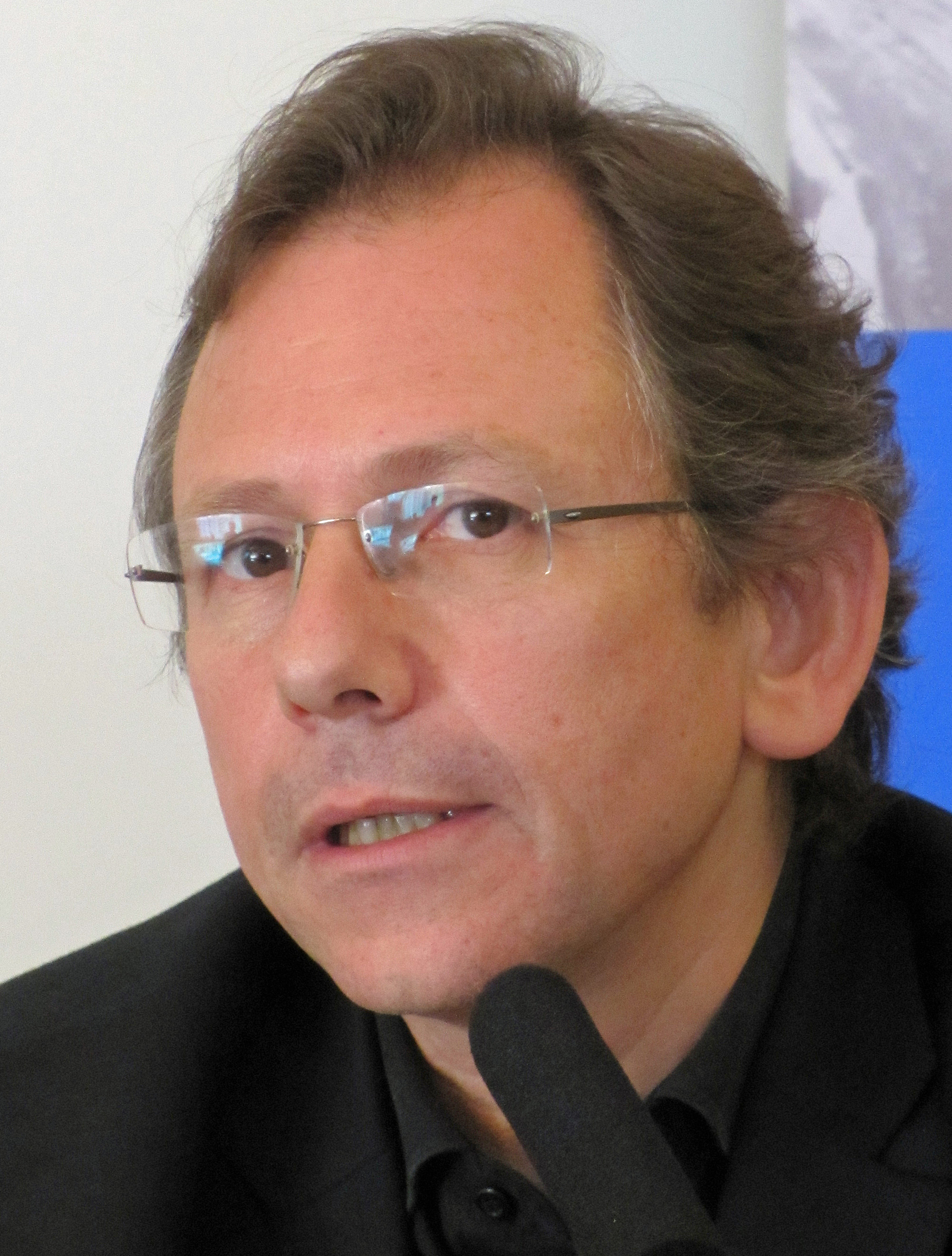
Doron Rabinovici 2010

Doron Rabinovici [sprich: Rabinowitsch, gemäß Aussprache des rumänischen Namens] (geboren 2. Dezember 1961 in Tel Aviv) ist ein österreichischer Schriftsteller und Historiker, der seit 1964 in Wien lebt. Seine literarische Arbeit umfasst Kurzgeschichten, Romane, Essays und Theaterstücke.

## Leben

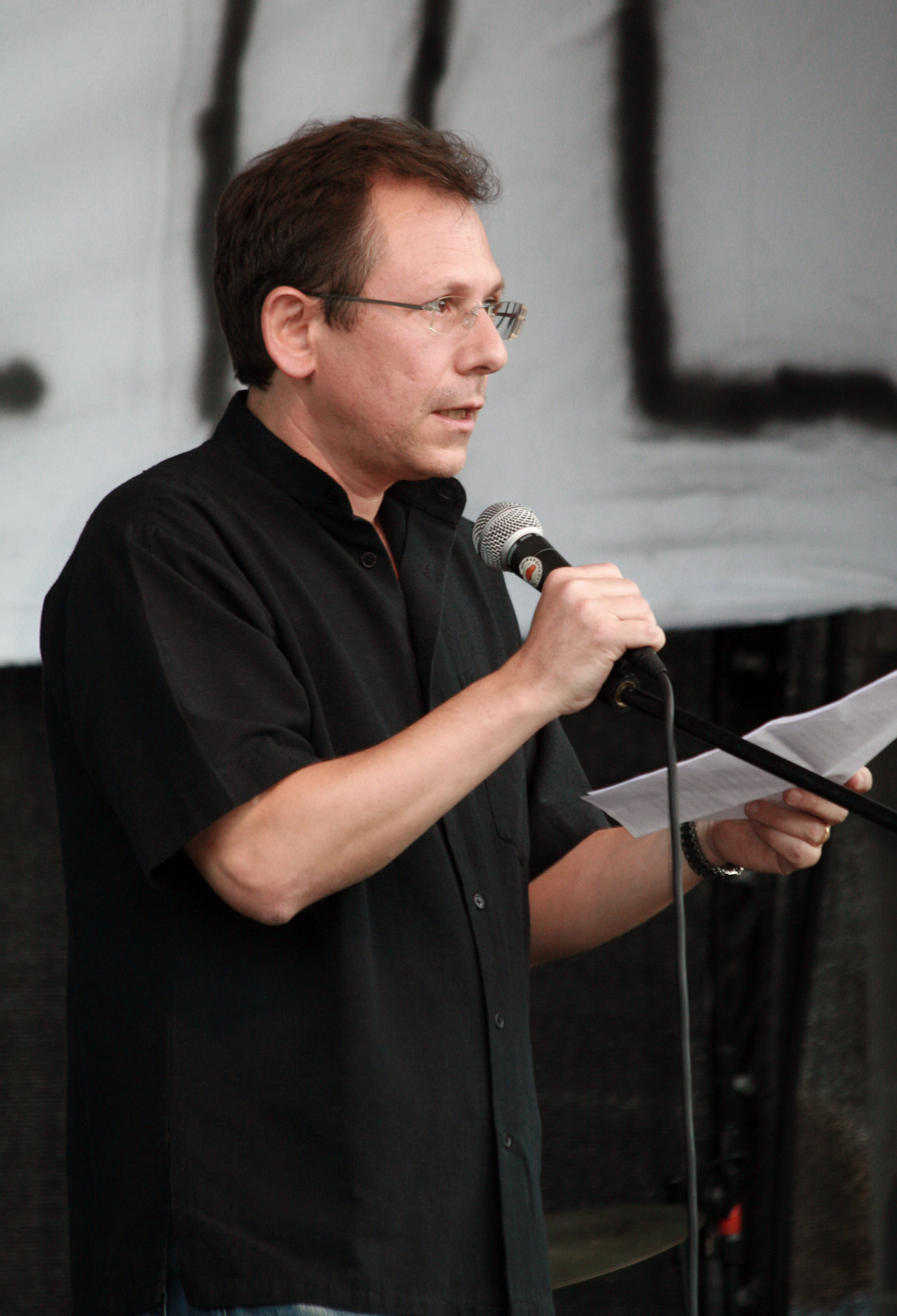
Doron Rabinovici (2009)

Doron Rabinovicis Familie übersiedelte 1964 von Israel nach Wien. Rabinovici studierte an der Universität Wien und promovierte im Jahre 2000 mit der historischen Arbeit Instanzen der Ohnmacht. Die Wiener jüdische Gemeindeleitung 1938 bis 1945 und ihre Reaktion auf die nationalsozialistische Verfolgung und Vernichtung. Im Jüdischen Verlag bei Suhrkamp wurde die Dissertation unter dem Titel Instanzen der Ohnmacht: Wien 1938–1945. Der Weg zum Judenrat publiziert.
Doron Rabinovici schreibt nicht nur literarische Texte wie die Kurzgeschichtensammlung Papirnik (1994) oder die Romane Suche nach M (1999), Ohnehin (2004), Andernorts (2010), Die Außerirdischen (2017) und Die Einstellung (2022), sondern auch nicht-fiktionale Texte, in denen er zu Entwicklungen in Österreich und zur Politik Stellung bezieht. Er gibt darin auch Auskunft zur jüdischen Identität, doch ebenso zu poetologischen Überlegungen, etwa zu seiner Schreibintention oder zur Rolle der Literatur.
Bereits Rabinovicis erster Roman Suche nach M aus dem Jahr 1997 handelt von der Nachwirkung der Vernichtung. Auch seine anderen Romane thematisieren immer wieder den Umgang mit Erinnerung, NS-Vergangenheit, Fremdheit, Migration, Rechtsextremismus in Österreich, jüdisches Leben in Wien.
In den Jahren 2013 und 2014 initiierte und konzipierte er gemeinsam mit Matthias Hartmann die Zeitzeugenproduktion Die letzten Zeugen am Burgtheater. Er stellte dabei das Textbuch zur Aufführung zusammen; die Produktion bezog sich auf die Novemberpogrome 1938, die sich 2013 zum 75. Male jährten, erlangte hohe Wertschätzung seitens Publikum und Presse und wurde zum Berliner Theatertreffen 2014 eingeladen:

„Das ist in Wien sehr behutsam in Szene gesetzt, verzichtet auf theaterwirksame Garnierung, ist im besten Sinne erzählend – und hat deshalb nichts von pflichtschuldiger Erinnerungsverrenkung mit Betroffenheitsautomatik. „Die letzten Zeugen“ ist ein eindringliches, aber auch fragiles (Theater-)Dokument.“

Im Jahr 2018 stellte Doron Rabinovici nach einer Idee von Florian Klenk die Dramacollage „Alles kann passieren!“ Ein Polittheater zusammen, ein Mosaik aus Reden und Statements rassistisch populistischer Regierungspolitiker Europas, das das Wesen und die Absichten dieser Politik offen zutage treten lässt. Die Lesung ist bloß durch einzelne Zitate von Hannah Arendt, Viktor Klemperer und Erich Kästner kommentiert und ist von wenigen Sätzen umrahmt, die von Rabinovici stammen. Alles kann passieren! wurde mehrere Male im Burgtheater aufgeführt.
Doron Rabinovici ist Mitglied im Vorstand der Grazer Autorinnen Autorenversammlung. Seit 1986 ist er ein Sprecher im Republikanischen Club – Neues Österreich gegen Antisemitismus, Rassismus, Homophobie und Rechtspopulismus. Als engagierter Intellektueller rief Rabinovici im Jahre 2000 aus Protest gegen eine Regierungsbeteiligung der FPÖ zur Großdemonstration „Nein zur Koalition mit dem Rassismus“ auf. Seit 2018 ist er außerordentliches Mitglied der Mainzer Akademie der Wissenschaften und Literatur.

## Familie
Doron Rabinovicis Mutter, Schoschana Rabinovici, stammt aus Wilna, der Hauptstadt Litauens (damals Polen). Sie überlebte das Ghetto, Konzentrationslager und den Todesmarsch und kam in den 1950er Jahren nach Israel. Die Geschichte ihres Überlebens schilderte Schoschana Rabinovici in ihrem Buch Dank meiner Mutter. Sein Vater, David Rabinovici, flüchtete 1944 aus Rumänien nach Palästina.

## Werke

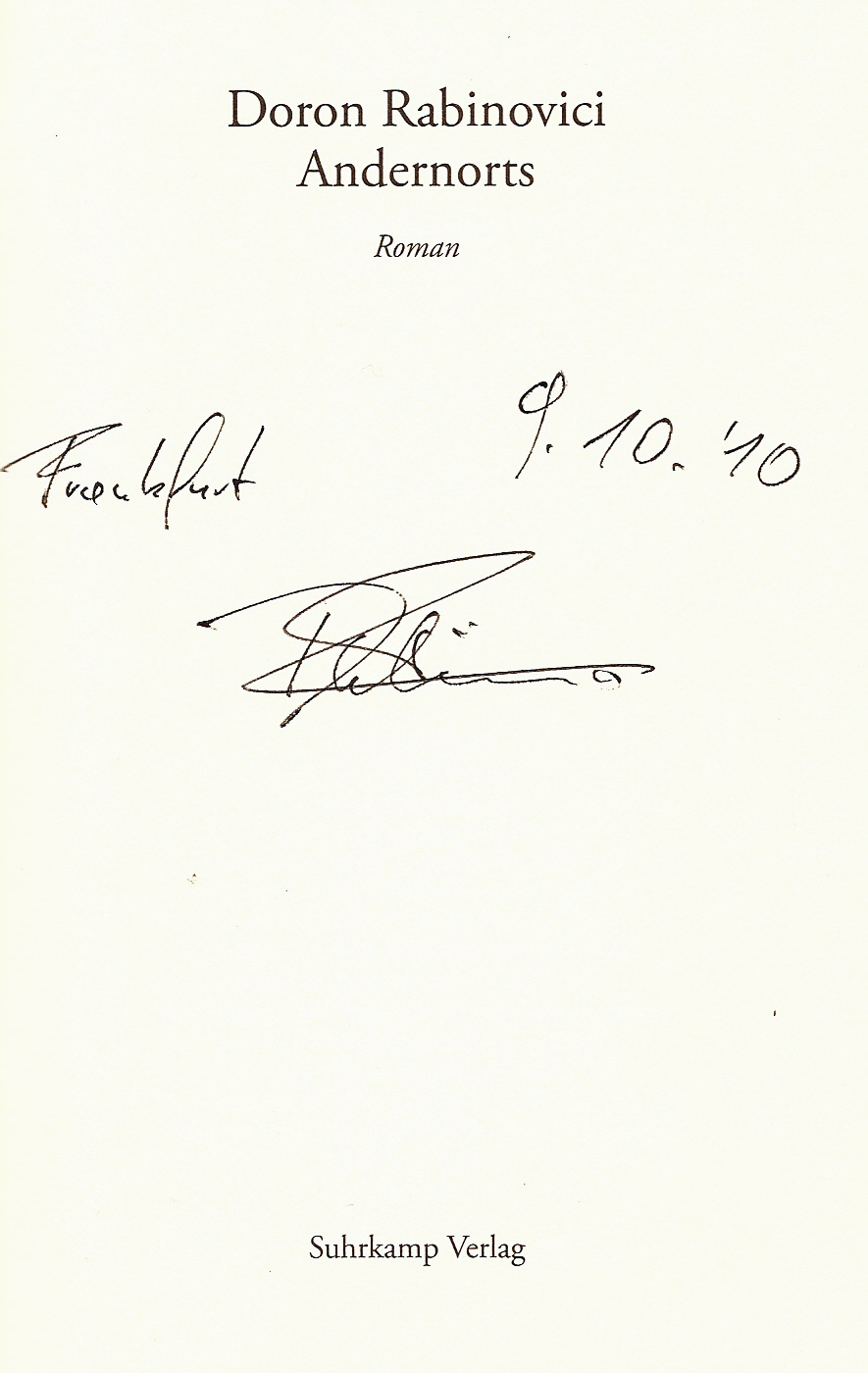
Andernorts Roman mit Signatur

### Bücher
- Papirnik. Stories. Suhrkamp, Frankfurt am Main 1994, ISBN 3-518-11889-7
- Suche nach M. Roman in zwölf Episoden. Suhrkamp, Frankfurt am Main 1997, ISBN 3-518-40850-X.
  - übersetzt: englisch „Search for M.“ (Ariadne), Frankreich „Ceux d’apres“ (Denoel), Italien „Alla ricerca di M.“ (La Giuntina), Bulgarien „V tǎrsene na M.“ (Elias Canetti Society)
- Instanzen der Ohnmacht. Wien 1938–1945. Der Weg zum Judenrat. Historische Studie, Jüdischer Verlag, Frankfurt am Main 2000, ISBN 3-633-54162-4 (Zugleich Diss. phil. Universität Wien 2000).
  - übersetzt: Englisch, (Eichmann’s Jews) (Polity Books –2011)
- Republik der Courage. Wider die Verhaiderung. Gemeinsam herausgegeben mit Robert Misik. Aufbau Taschenbuch Verlag, Berlin 2000, ISBN 3-7466-7027-6.
- Österreich: Berichte aus Quarantanien. Herausgeberin gemeinsam mit Doron Rabinovici. Suhrkamp, Frankfurt am Main 2000, ISBN 978-3-518-12184-9.
- Credo und Credit. Einmischungen. Essays. Suhrkamp, Frankfurt am Main 2001, ISBN 3-518-12216-9.
- Ohnehin. Roman. Suhrkamp, Frankfurt am Main 2004, ISBN 3-518-45736-5.
- Neuer Antisemitismus? Eine globale Debatte. Gemeinsam herausgegeben mit Ulrich Speck und Natan Sznaider. Suhrkamp, Frankfurt am Main 2004, ISBN 3-518-12386-6.
- Der ewige Widerstand. Über einen strittigen Begriff. Styria, Wien / Graz / Klagenfurt 2008, ISBN 978-3-222-13239-1.
- Das Jooloomooloo. Kinderbuch mit Illustrationen von Christina Gschwantner. Edition Jooloomooloo, Wien 2008, ISBN 978-3-200-01231-8.
- Brigitte Lehmann, Doron Rabinovici, Sibylle Summer (Hrsg.): Von der Kunst der Nestbeschmutzung. Dokumente gegen Ressentiment und Rassismus seit 1986. Löcker, Wien 2009, ISBN 978-3-85409-496-8.
- Andernorts. Roman. Suhrkamp, Berlin 2010, ISBN 978-3-518-42175-8 (Nominiert für den Deutschen Buchpreis 2010).
  - Darüber Gespräch mit Tim Schomacker: „Der Text steht unter Verdacht“… Ein Gespräch über Angriffe auf die Erinnerung und Katzen, die wie Hitler aussehen. in Konkret, #1, Januar 2011, S. 59f.
- Herzl relo@ded – Kein Märchen. Mit Natan Sznaider. Suhrkamp, Berlin 2016, ISBN 978-3-633-54276-5.
- Die Außerirdischen. Roman. Suhrkamp, Berlin 2017, ISBN 978-3-518-42761-3.[4]
- Nacherzählung von Gullivers Reisen von Jonathan Swift, mit Illustrationen von Flix. Insel bei Suhrkamp, Berlin 2017, ISBN 978-3-458-20026-0.
- „Alles kann passieren!“ Ein Polittheater. Nach einer Idee und mit einem Nachwort von Florian Klenk. Zsolnay, Wien 2018, ISBN 978-3-552-05943-6.
- Neuer Antisemitismus? Fortsetzung einer globale Debatte. Gemeinsam herausgegeben mit Christian Heilbronn und Natan Sznaider. Suhrkamp, Berlin 2019, ISBN 978-3-518-12740-7.
- I wie Rabinovici: Zu Sprachen finden. Sonderzahl, Wien 2019, ISBN 978-3-85449-524-6.
- Die Einstellung. Roman. Suhrkamp, Berlin 2022, ISBN 978-3-518-43059-0.[5]

### Theaterstücke
- Die letzten Zeugen. Ein Projekt des Wiener Burgtheaters inszeniert von Matthias Hartmann, 2013–2015. Textcollage zusammengestellt von Doron Rabinovici.
- Alles kann passieren. Ein Polittheater. Ein Projekt im Wiener Burgtheater nach einer Idee von Florian Klenk, 2018–2019. Textcollage zusammengestellt von Doron Rabinovici.

### Hörspiel
- 2014: Abrahams Stunde; Produktion: Hessischer Rundfunk mit dem Österreichischen Rundfunk; Regie: Götz Fritsch Dramaturgie: Ursula Ruppel

## Auszeichnungen
- 1994: 3sat Stipendium des Ingeborg-Bachmann-Wettbewerbs
- 1997: Ernst-Robert-Curtius-Förderpreis
- 1998: Hermann-Lenz-Stipendium
- 2000: Förderpreis zum Heimito von Doderer-Literaturpreis
- 2000: Förderpreis zum Mörike-Preis der Stadt Fellbach
- 2000: Preis der Stadt Wien für Publizistik
- 2002: Clemens-Brentano-Preis
- 2002: Jean Améry-Preis für Essayistik
- 2007: Willy und Helga Verkauf-Verlon Preis
- 2009: Anerkennungspreis der Stadt Wien gemeinsam mit Christina Gschwandtner im Rahmen des Kinder- und Jugendpreises
- 2010: Anton-Wildgans-Preis (verliehen am 9. September 2011)[6]
- 2015: Ehrenpreis des österreichischen Buchhandels für Toleranz in Denken und Handeln[7]
- 2017: Rosa-Jochmann-Plakette
- 2018: Mitglied der Akademie der Wissenschaften und der Literatur
- 2022: Österreichisches Ehrenzeichen und Österreichisches Ehrenkreuz für Wissenschaft und Kunst[8]